# Hugh Mercer
Hugh Mercer (17 janvier 1726 - 12 janvier 1777) est un médecin écossais, expatrié en Amérique, qui devint brigadier-général de l'Armée continentale lors de la Guerre d'indépendance des États-Unis. Il était un ami proche de George Washington avec qui il servit dans l'armée britannique lors de la Guerre de la Conquête. Mercer fut mortellement blessé lors de la bataille de Princeton et devint alors un héros et un symbole de ralliement de la Révolution américaine.
Il est un ancêtre des militaires Hugh Weedon Mercer (1808-1877) et George Patton (1885-1945) ainsi que du compositeur Johnny Mercer (1909-1976).